# Pfarrkirche Neckenmarkt

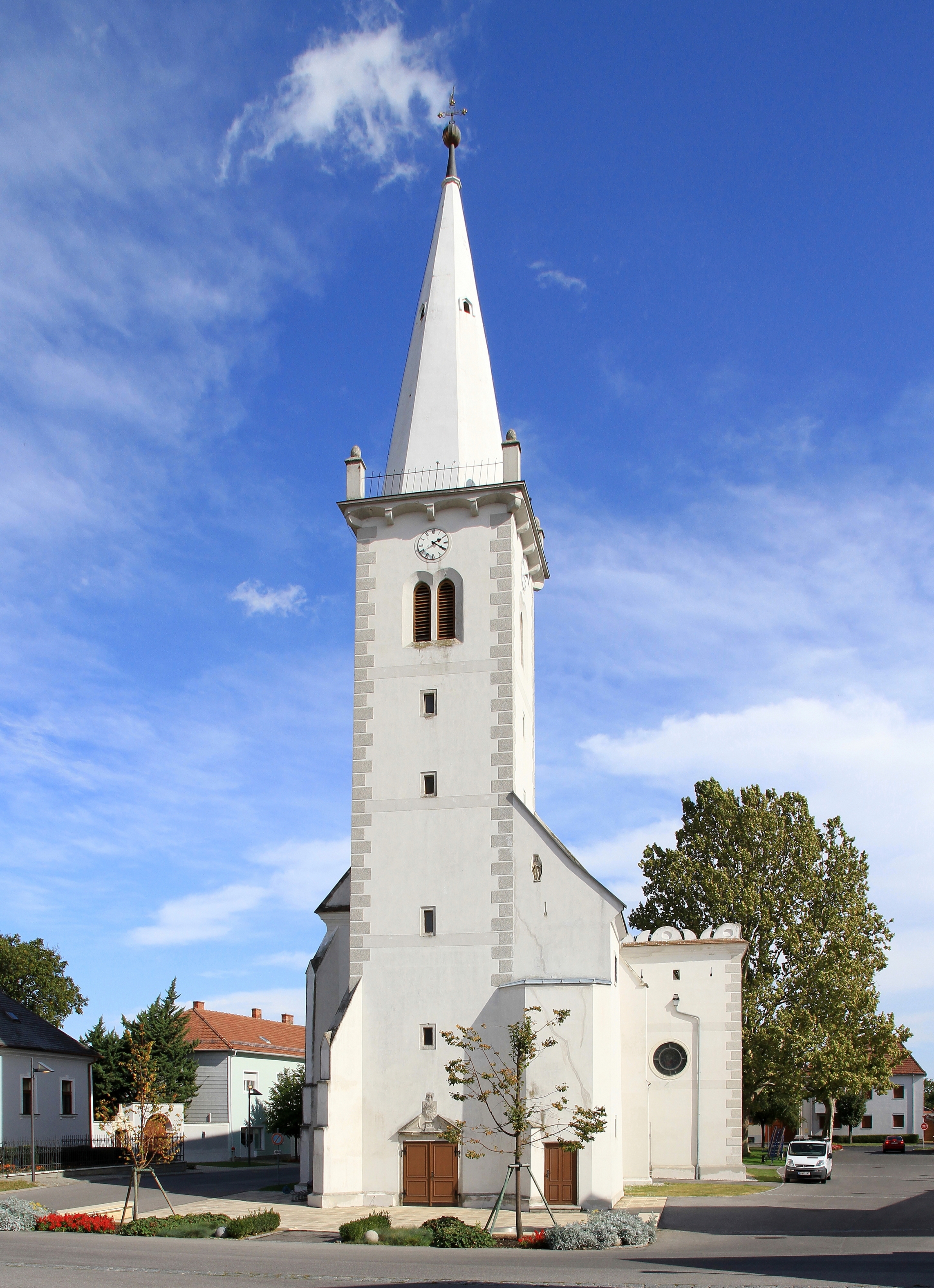
Kath. Pfarrkirche Hl. Geist in Neckenmarkt

Die römisch-katholische Pfarrkirche Neckenmarkt steht im Ort Neckenmarkt der Marktgemeinde Neckenmarkt im Burgenland. Die Pfarrkirche Heiliger Geist gehört zum
Dekanat Deutschkreutz in der Diözese Eisenstadt. Die Kirche steht unter Denkmalschutz.

## Geschichte
Die mittelalterliche gotische Kirche war eine Wehrkirche mit Wassergraben am südlichen Ende des Angers. Der Wassergraben ist nicht mehr erkennbar. Die Kirche wurde im Jahre 1642 barockisiert.

## Architektur
Der viergeschoßige Westturm, im Kern mittelalterlich, trägt oben auf Kragsteinen eine Galerie, darüber ist ein achtseitiger steinerner Pyramidenhelm. Das Westportal mit einem Sprenggiebel zeigt ein Relief IHS in einem Strahlenkranz und einem Engelskopf. Am Langhaus sind Strebepfeiler, der eingezogenen Chor hat eine Apsis mit 3/8-Schluss. Das Nordportal mit Rosetten und Engelköpfen im Rahmen und der Bezeichnung 1646 ist vermauert, mittig ist ein Pfeiler mit dem Wappen der Esterházy. An der Südfront wurden Reste eines spätgotischen Portalgewändes aufgedeckt. Südseitig vor dem östlichen Langhaus und dem Chor besteht ein Anbau, die sogenannte Haschendorfer Kapelle. In Kapellenschiffhöhe besteht ein Kranz aus Schwalbenschwanzzinnen, dahinter liegt ein unsichtbares Grabendach. Über der Kapelle und Sakristei ist ein Wehrgeschoß mit Schlüssellochscharten.

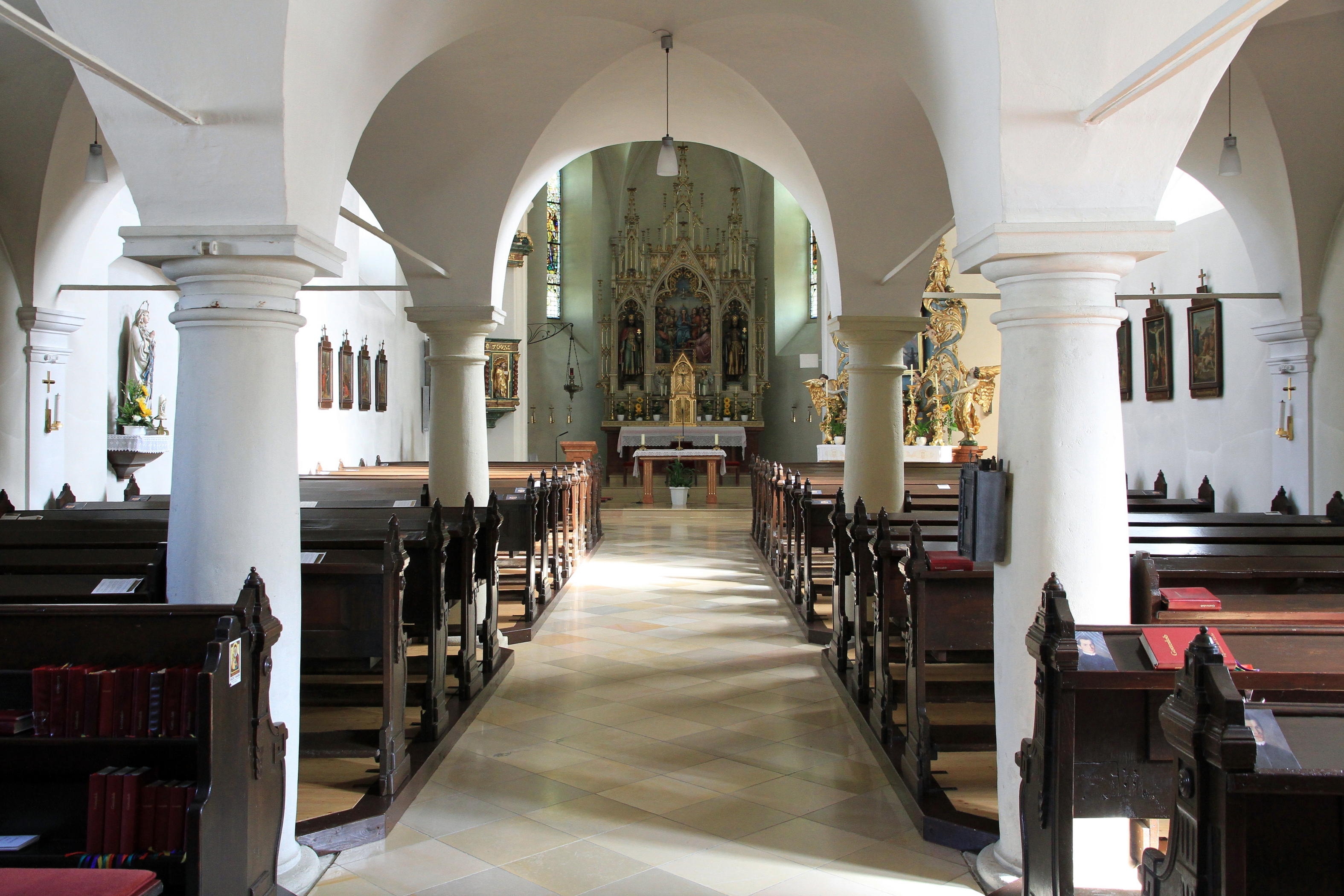
Im Langhaus unter der Westempore zum Chor

Das dreijochige Kirchenschiff hat ein Tonnengewölbe mit breiten Stichkappen, in deren Scheiteln sind Stuckrosetten. Die Westempore über sechs Kreuzgratgewölben und vier toskanischen Säulen ist tief, an der Brüstung ist eine Balusterreihe in Relief. Im Chor und Apsis ist ein gotisches Sterngewölbe mit barocken Stuckrippen. Die Seitenkapelle im Südanbau hat ein Kreuzgratgewölbe.

## Ausstattung
Der neogotische Hochaltar ist eine Arbeit von Ferdinand Stufesser aus St. Ulrich in Gröden aus dem Jahre 1913. Der rechte Seitenaltar an einem Triumphbogen hat eine Inschriftkartusche mit Chronogramm 1751 und trägt seitlich des Tabernakels große Engel. Ein Aufbau mit Akanthus, Bändern und Baldachin zeigt das Gnadenbild Mariahilf und im ovalen Aufsatzbild Gottvater und im Rahmen die Figuren Hll. Sebastian und Rochus.
Die Kanzel aus dem 17. Jahrhundert hat am Korb zwischen den Säulen Evangelisten, der Schalldeckel trägt die Immaculata auf Voluten. Der Taufstein aus rotem Marmor als Buckelschale mit Rollwerkkartusche aus dem 17. Jahrhundert trägt auf dem Deckel die Figur Johannes Baptist aus dem 18. Jahrhundert. Die Orgel aus 1893 mit 12 Registern stammt von Gebrüder Rieger.

## Pfarrhof
Zum Pfarrhof nördlich der Kirche führt das Portal einer ehemaligen Georgskirche mit der Jahreszahl 1631, das im Jahre 1926 hierher übertragen wurde.